# Trolančana DNK
Trolančana DNK je DNK struktura u kojoj su tri oligonukleotida uvijena jedan oko drugog tako da formiraju trostruku heliks. U ovoj strukturi, jedan lanac se vezuje za B-forma DNK dvostrukog heliksa putem Hugstinovog sparivanja baza.
Na primer, nukleobaza T se vezuje za Votson–Krikov bazni par T-A Hugstinovom vodoničnom vezom između AxT para (x označava Hugstinov par). Protonisani citozin, koji se označava sa C+, takođe može da formira bazni triplet sa C-G parom putem Hugstinovog baznog sparivanja u formu GxC+.

## Literatura
- Rich, A. (1993). „DNA comes in many forms”. Gene. 135 (1–2): 99—109. PMID 8276285. doi:10.1016/0378-1119(93)90054-7.
- Soyfer, V.N and V.N.Potaman. Triple-Helical Nucleic Acids. Springer Ver., New York, 1995, 360 pp.
- Mills, M.; Arimondo, P. B.; Lacroix, L.; Garestier, T.; Hélène, C.; Klump, H.; Mergny, J. L. (1999). „Energetics of strand-displacement reactions in triple helices: A spectroscopic study”. J. Mol. Biol. 291 (5): 1035—1054. PMID 10518941. doi:10.1006/jmbi.1999.3014.
- Watson, J. D.; Crick, F. H. C. (1953). „Molecular structure of nucleic acids: A structure for deoxyribose nucleic acid”. Nature. 171 (4356): 737—738. Bibcode:1953Natur.171..737W. PMID 13054692. doi:10.1038/171737a0.
- Firulli, A, Maibenco, D., and Kinniburgh, AJ (1994). „Triplex forming ability of a c-myc promoter element predicts promoter strength”. Arch. Biochem. Biophys. 310 (1): 236—42. PMID 8161210. doi:10.1006/abbi.1994.1162.